# Comuni d'Italia (E)
Questa pagina contiene l'elenco dei comuni italiani il cui nome inizia con la lettera E.
Per ogni comune vengono indicate la provincia e la regione di appartenenza.
| Comune        | Provincia    | Regione               |
| ------------- | ------------ | --------------------- |
| Eboli         | Salerno      | Campania              |
| Edolo         | Brescia      | Lombardia             |
| Egna          | Bolzano      | Trentino-Alto Adige   |
| Elice         | Pescara      | Abruzzo               |
| Elini         | Nuoro        | Sardegna              |
| Ello          | Lecco        | Lombardia             |
| Elmas         | Cagliari     | Sardegna              |
| Elva          | Cuneo        | Piemonte              |
| Émarèse       | Aosta        | Valle d'Aosta         |
| Empoli        | Firenze      | Toscana               |
| Endine Gaiano | Bergamo      | Lombardia             |
| Enego         | Vicenza      | Veneto                |
| Enemonzo      | Udine        | Friuli-Venezia Giulia |
| Enna          | Enna         | Sicilia               |
| Entracque     | Cuneo        | Piemonte              |
| Entratico     | Bergamo      | Lombardia             |
| Envie         | Cuneo        | Piemonte              |
| Episcopia     | Potenza      | Basilicata            |
| Eraclea       | Venezia      | Veneto                |
| Erba          | Como         | Lombardia             |
| Erbé          | Verona       | Veneto                |
| Erbezzo       | Verona       | Veneto                |
| Erbusco       | Brescia      | Lombardia             |
| Erchie        | Brindisi     | Puglia                |
| Ercolano      | Napoli       | Campania              |
| Erice         | Trapani      | Sicilia               |
| Erli          | Savona       | Liguria               |
| Erto e Casso  | Pordenone    | Friuli-Venezia Giulia |
| Erula         | Sassari      | Sardegna              |
| Erve          | Lecco        | Lombardia             |
| Esanatoglia   | Macerata     | Marche                |
| Escalaplano   | Sud Sardegna | Sardegna              |
| Escolca       | Sud Sardegna | Sardegna              |
| Esine         | Brescia      | Lombardia             |
| Esino Lario   | Lecco        | Lombardia             |
| Esperia       | Frosinone    | Lazio                 |
| Esporlatu     | Sassari      | Sardegna              |
| Este          | Padova       | Veneto                |
| Esterzili     | Sud Sardegna | Sardegna              |
| Étroubles     | Aosta        | Valle d'Aosta         |
| Eupilio       | Como         | Lombardia             |
| Exilles       | Torino       | Piemonte              |